# Mura (Hiszpania)
Mura – gmina w Hiszpanii, w prowincji Barcelona, w Katalonii, o powierzchni 47,67 km². W 2011 roku gmina liczyła 227 mieszkańców.